# Les Veys
Veys é uma ex-comuna francesa na região administrativa da Normandia, no departamento Mancha. Estendeu-se por uma área de 15,08 km². Em 2010 a comuna tinha 401 habitantes (densidade: 26,6 hab./km²).
Em 1 de janeiro de 2017 foi fundida na comuna de Carentan-les-Marais.